# Valcalda
Col toponimo Valcalda (in friulano: Valcjalda o Cjanâl di Monai) è solitamente designata una delle valli della Carnia, formata in realtà da due valli distinte, solcate l'una dai torrenti Margò (in direzione est-ovest, affluente del Degano) e l'altra dalla Gladegna (in direzione ovest-est, affluente del Bût), separate dal dolce spartiacque della Sella Valcalda.

## Descrizione
Disposta in direzione ovest-est, a partire dalla sella Valcalda, è delimitata a nord dal Gruppo del Crostis (2.251 m), verde di conifere e pascoli, a sud dal gruppo del Monte Arvenis (1.970 m) più ripido e tozzo, ma anch'esso ricco di vegetazione. È accessibile a ovest dalla Val Degano da Comeglians, mentre da est dalla Val Bût per Sutrio. I comuni della Valcalda sono:
- Ravascletto (Ravasclêt o Monai), adagiato su verdi pascoli (il nome friulano "Monai" vuol dire proprio "appezzamento prativo").
- Cercivento (Çurçuvint), situato allo sbocco della vallata nella Val Bût.

### Etimologia
Secondo un'etimologia popolare non confermata dagli studi di toponomastica, la valle dovrebbe il suo nome al termine tedesco kalt che significa freddo, il che ne tramuterebbe il nome in "val fredda". Osta a questa lettura la regola grammaticale tedesca che vuole che l'aggettivo preceda sempre il nome cui è riferito; una spiegazione più razionale vorrebbe che il toponimo, originariamente riguardante il versante a solatio, si sia poi esteso all'intera vallata.
All'interno del comune di Ravascletto, nell'uso schietto del paese, il toponimo si riferisce peraltro ad un'area più ristretta, e cioè alla zona prativa compresa tra il Rio Valcalda, la Sella Valcalda e i boschi frazionali, esposta a nord e ad ovest e non certo caratterizzata, specialmente in inverno, da temperature miti.

### Turismo
La Valcalda grazie al comprensorio sciistico del monte Zoncolan, è diventata oltre che luogo di villeggiatura estiva anche nota meta di sport invernali; nonostante la grande entità del fenomeno turistico però, la crisi demografica è sempre più evidente e nei paesi continua tutt'oggi quel fenomeno di spopolamento iniziato negli anni 50.